# Medvigy Endre
Medvigy Endre (Budapest, 1948. november 18. –) József Attila-díjas magyar irodalomkutató, szerkesztő.

## Életrajza
Az ELTE Jogi Karán 1977-ben szerezte diplomáját, rektori engedéllyel írt disszertációja témája: A két háború közötti erdélyi magyar irodalom szellemi áramlatai és az 1937-es vásárhelyi találkozó. 1973-1991-ig az Egyetemi Színpad irodalmi szerkesztője. 1978-79-ben antikváriumi eladó, ekkor ismerkedett meg a hazalátogató Püski Sándorral. 1981-1991-ig a Forrás Kör vezetője. 1984-1990-ig a Ráday Gyűjtemény tudományos munkatársa.
Az 1988. június 27-én, a Hősök terére meghirdetett erdélyi tüntetés egyik szervezője. 1988-1989 között a Veres Péter Társaság titkára, 1989-2009 között a Püski Kiadó külső szerkesztője. 1993-ban a Magyar Élet folyóirat főszerkesztője. 1990-1994-ig az MDF Akadémia vezetője. 1995-1999-ig a Szent László Akadémia dékánja, 2000-2011-ig elnöke. 1997-től napjainkig a Kairosz Kiadó külső szerkesztője, a Nyirő József-életműsorozat gondozója. 
1999-2002-ig a Budapesti Ruszin Kisebbségi Önkormányzat alelnöke. A Bocskai István Szabadegyetem előadója 1999-től, annak megalakulásától megszűnéséig.  2001-2011-ig a Magyarok Háza művészeti igazgatója. 1997-2012-ig a Kárpát-medencei Irodalmi Társaságok Szövetsége elnöke.
Nős, három gyermek édesapja.

## Munkássága
A nyolcvanas évek elejétől Pomogáts Béla irodalomtörténész és az Irodalomtudományi Intézet erkölcsi támogatásával irodalmat kutat. 1981-től publikál, tanulmányai és forrásközlései jelentek meg a kecskeméti Forrásban, a debreceni Alföldben, a Confessióban, a miskolci Napjainkban és a Holnapban, a békéscsabai Bárkában, a Hitelben, a Havi Magyar Fórumban, a szatmári–beregi Partiumban, valamint más folyóiratokban. 1986-tól, nagyobbrészt kutatási eredményeit feldolgozva, 40 könyvet szerkesztett és látott el értelmező előszóval vagy utószóval.
Összegyűjtötte Sinka István szanaszét megjelent ismeretlen verseit és prózai írásait, átnézte és feldolgozta az özvegynél, Szin Magdánál és az OSZK-ban található irodalmi hagyatékot.
1987-ben Tornai Józseffel közösen szerkesztette a Magvető Könyvkiadó számára Sinka István válogatott verseit: Lovasok opál mezőkön. Ugyanez évben Vésztőn jelent meg  szerkesztésében a Megzendül az erdő című, nagyobbrészt hagyatéki jellegű Sinka-kötet.
A két Sinka-kötet és az 1986-os Kelet Népe-antológia megjelenését követően vették fel a Magyar Írószövetségbe.
1993-ban a Püski Sándor kiadója számára sajtó alá rendezte és elemző előszóval látta el Sinka István összegyűjtött verseit: Nagy útakról hazatérve I–II. Ugyancsak a Püski Kiadónál jelent meg szerkesztésében Sinka István Kadocsa, merre vagy?  című prózakötete (elbeszélések, publicisztikai írások, sajtónyilatkozatok).
A Nap Kiadó In memoriam-sorozata számára Sinka István-, majd Erdélyi József-emlékkönyvet szerkesztett (Anyám balladát táncol, 1999; Magányos csillag, 2006). Domokos Mátyással igen harmonikus, már-már baráti jellegű volt az együttműködése.
1997 óta gondozza, szerkeszti, utószóval látja el a Kairosz Kiadó Nyirő József-életműsorozatát. 17 kötet jelent meg a sorozatban, a 18. előkészületben van. Kutatására, illetve Nyirő József hagyatékára épül A csillagig érő emberek című kétkötetes novellagyűjtemény, a Mi az igazság Erdély esetében? című, a szerző emigrációs korszakát átfogó gyűjtemény és A Megfeszített című drámakötet. Ugyanitt jelent meg szerkesztésében az Arénába űzve című, önéletrajzi írásokat tartalmazó Nyirő-kötet.
1948-as és 1956-os témájú antológiákat szerkesztett a Püski Kiadó számára (1848, te csillag; 1956, te csillag). Az általa szerkesztett versantológiák közül legjobban szereti A magyarokhoz című, több kiadást megért „Bordó Bibliát”. Alcíme: Magyarság- és istenes versek az Ómagyar Mária-siralomtól Trianonig és napjainkig. A Kiskapu Kiadó adta ki, a Pult Kft. tíz éve terjeszti a fent említett könyvet.
Jelenleg Nyirő József-emlékkönyvet szerkeszt és Erdélyi József hagyatéki verseit rendezi sajtó alá.

## Kötetei
- Adósságtörlesztés; Felsőmagyarország, Miskolc, 2013 (Vízjel sorozat)
- Népiség, Erdély, Trianon; Időjel, Bp.–Pilisvörösvár, 2021

## A Trianoni Szemlében megjelent publikációi
- SZABÓ DEZSŐRŐL EGY ENCIKLOPÉDIA MEGJELENÉSE OKÁN. In. Trianoni Szemle, Bp., Trianon Kutatóintézet, IV. évfolyam. 2012/1 – 4. szám. 2012. január–december. 198–202 o.
- A SZÉKELYSÉG TÖRTÉNELMI REGÉNYÉT ÍRJA MEG NYÍRŐ JÓZSEF In. Trianoni Szemle, Bp., Trianon Kutatóintézet, VI. évfolyam. 2014/1–2. szám. 2014. január–június 146–147. o.
- ÉS MÉGIS – ELÖLJÁRÓ BESZÉD.... In. Trianoni Szemle, Bp., Trianon Kutatóintézet, VI. évfolyam. 2014/3–4. szám. 2014. július–december. 160 -161 o.
- MÁCS JÓZSEF PÁLYARAJZA. In. Trianoni Szemle, Bp., Trianon Kutatóintézet, VII. évfolyam. Évkönyv 2015. 250 o.[14]

## Elismerései
- Clevelandi József Attila-díj (1988)
- Obersovszky Gyula-díj (2012)
- A Magyar Kultúra Lovagja (2021)
- József Attila-díj (2021)[15]